# Niger ai Giochi della XXVIII Olimpiade
Il Niger partecipò ai Giochi della XXVIII Olimpiade, svoltisi ad Atene, Grecia, dal 13 al 29 agosto 2004, con una delegazione di 4 atleti impegnati in tre discipline.

## Risultati

### Atletica leggera
| Q | Qualificato al turno successivo per la Classifica in qualificazione                                                          |
| q | Qualificato per il turno successivo per ripescaggio o, negli eventi su campo, conquistando la misura minima per qualificarsi |

Maschile
Eventi su pista e strada
| Atleta        | Evento         | Batteria  | Batteria   | Semifinale      | Semifinale      | Finale          | Finale          |
| Atleta        | Evento         | Risultato | Classifica | Risultato       | Classifica      | Risultato       | Classifica      |
| ------------- | -------------- | --------- | ---------- | --------------- | --------------- | --------------- | --------------- |
| Ibrahim Tondi | 400 m ostacoli | 52"62     | 7º         | non qualificato | non qualificato | non qualificato | non qualificato |

Femminile
Eventi su pista e strada
| Atleta           | Evento      | Batteria  | Batteria   | Semifinale      | Semifinale      | Finale          | Finale          |
| Atleta           | Evento      | Risultato | Classifica | Risultato       | Classifica      | Risultato       | Classifica      |
| ---------------- | ----------- | --------- | ---------- | --------------- | --------------- | --------------- | --------------- |
| Salamtou Hassane | 400 m piani | 1'03"28   | 7ª         | non qualificata | non qualificata | non qualificata | non qualificata |

### Judo
Maschile
| Atleta                | Evento | 16-esimi                | Ottavi               | Quarti               | Semifinali           | Ripescaggio             | Finale               | Pos.            |
| Atleta                | Evento | Avversario Punteggio    | Avversario Punteggio | Avversario Punteggio | Avversario Punteggio | Avversario Punteggio    | Avversario Punteggio | Pos.            |
| --------------------- | ------ | ----------------------- | -------------------- | -------------------- | -------------------- | ----------------------- | -------------------- | --------------- |
| Abdou Alassane Dji Bo | -66 kg | Krnáč (SVK) P 0000–0200 | non qualificato      | non qualificato      | non qualificato      | Peñas (ESP) P 0000–1101 | non qualificato      | non qualificato |

### Nuoto
Maschile
| Atleta         | Evento            | Batteria  | Batteria   | Semifinale      | Semifinale      | Finale          | Finale          |
| Atleta         | Evento            | Risultato | Classifica | Risultato       | Classifica      | Risultato       | Classifica      |
| -------------- | ----------------- | --------- | ---------- | --------------- | --------------- | --------------- | --------------- |
| Ibrahim Maliki | 50 m stile libero | 26"81     | 69º        | non qualificato | non qualificato | non qualificato | non qualificato |